# Meneu
Meneu est un village de l'ouest du Cameroun. C'est un village localisé dans la chefferie de Bangoulap, arrondissement de Bangangté dans le département du Ndé.

## Population
Selon le recensement de 2005, la population de Meneu est de 55 habitants.

## Localisation
La localisation de Meneu est de 5.11 de latitude et de 10.54 de longitude.

## Référence
1. ↑  « ceped »
2. ↑  (en-US) « Alphabetical listing of Places in West that start with Ban », sur www.fallingrain.com (consulté le 11 juin 2018)